# Relações entre Líbia e Vietnã
As relações entre a Líbia e o Vietnã referem-se às relações bilaterais entre os dois países. Ambos o países são membros do Grupo dos 77 e da Organização das Nações Unidas.
Os dois países estabeleceram relações diplomáticas em 15 de março de 1975. A base do relacionamento é que ambos os países afirmam seguir o socialismo, com liderança de partido único.

## História

Muammar Gaddafi (esquerda) com Võ Nguyên Giáp (direita) e o ministro da Defesa cubano Raúl Castro (centro) conversando na Argélia durante uma recepção que marcou a guerra da independência da Argélia em 2 de novembro de 1979.

O Comitê Intergovernamental se reuniu pela 10ª vez em Hanói, em fevereiro de 1998, e pela 9ª vez em Trípoli, de 14 a 17 de maio de 2001 (a delegação vietnamita foi liderada pelo Ministro da Construção, Nguyen Manh Kiem). Depois de muitos adiamentos, a 10ª sessão do Comitê Nacional dos dois países se reuniu em Hanói de 12 a 14 de dezembro de 2007. Nessa reunião, os dois lados revisaram as atas da 9ª sessão e assinaram um protocolo de cooperação entre a Câmara de Comércio e Indústria do Vietnã e a Câmara de Comércio da Líbia. O vice-primeiro-ministro Pham Gia Khiem recebeu o chefe da delegação em nome do primeiro-ministro.
Em 2015, o Vietnã tinha cerca de 4.000 funcionários na Líbia. Havia uma cooperação entre o Vietnã e a Líbia e alguns países africanos no campo de investimentos e agricultura.
As relações políticas continuam acontecendo: Os vice-ministros das Relações Exteriores dos dois países se visitam; os ministros das Relações Exteriores dos dois países assinam acordos de referência política, os dois lados se apoiam como membros não permanentes do Conselho de Segurança da ONU e se coordenam em fóruns internacionais; a Líbia continua a manter o Escritório de Cooperação Econômica em Hanói.
O Comitê dos dois países se reuniu para a 10ª sessão, de 12 a 14 de dezembro de 2007, em Hanói, e para a 11ª sessão, em Trípoli, em 2008; a delegação do Comitê do Vietnã em solidariedade à Líbia visitou e participou de um seminário sobre compensação colonial; a cooperação trabalhista na construção civil foi ampliada com vários novos contratos que forneceram mais de 4.200 trabalhadores; a cooperação econômica e comercial continuou a ser mantida em um nível modesto.
Os dois países trocaram muitas delegações e assinaram muitos acordos e convênios:
- Acordo de Cooperação Econômica, Científica e Técnica (19 de fevereiro de 1976).

- Acordo Comercial (17 de outubro de 1983).

- Memorando de entendimento de cooperação (31 de janeiro de 2007).

O relacionamento entre os dois lados foi elogiado pelo lado vietnamita da seguinte forma:
"Graças ao cultivo de gerações de líderes e aos esforços do povo dos dois países, a amizade e a cooperação multifacetada entre o Vietnã e a Líbia estão cada vez mais fortalecidas e desenvolvidas".
A Líbia e muitos países do Terceiro Mundo apoiaram Hanói quando o Vietnã do Norte ainda era um rival dos Estados Unidos na Guerra da Indochina.
Além disso, o passado anticolonial do norte da África também fez com que os movimentos de esquerda ganhassem cada vez mais força nessa região.
No mundo árabe, que tem perdido repetidamente para o Ocidente, o espírito de "o Vietnã vence os EUA" é uma alegria para os anti-imperialistas.

No site da Embaixada do Vietnã na Líbia está escrito:
"Os dois países sempre se apoiaram e se ajudaram mutuamente na luta anterior pela independência e liberdade, bem como na atual construção e desenvolvimento do país".

## Após a guerra civil na Líbia
Devido ao impacto da Guerra Civil Líbia, a derrubada do regime de Gaddafi levou à sobreposição das relações diplomáticas entre a Líbia e o Vietnã, quase congelando, embora o governo de Hanói tenha reconhecido o novo governo da Líbia.

## Missões diplomáticas
- A Líbia tem uma embaixada em Hanói.

- O Vietnã é credenciado na Líbia por sua embaixada no Cairo, Egito.